# У неділеньку у святую…
«У неділеньку у святую…» — вірш Тараса Шевченка, написаний 1848 року на Косаралі.

## Написання
Зберігся чистовий автограф вірша у «Малій книжці». Автограф не датовано. Вірш датується дослідниками за місцем автографа у «Малій книжці» серед творів 1848-го та часом зимівлі Аральської описової експедиції в 1848—1849 роках на Косаралі, орієнтовно: кінець вересня — грудень 1848-го, місце написання — Косарал.
Автограф, з якого вірш переписано до «Малої книжки», не відомий. До «Малої книжки» Шевченко заніс твір під № 45 у восьмому зшитку за 1848 рік орієнтовно наприкінці 1849 — на початку 1850 років (до арешту 23 квітня). Під час переписування він вставив слово в рядку 4, замінив слово в рядку 9, виправив описки у рядках 5, 26, 67, 75. До «Більшої книжки» вірш не перенесено.

## Публікація
Вперше вірш надруковано за «Малою книжкою» з кількома відхиленнями від авторського тексту («бджола» замість «пчола», «сходились» замість «сходилися», «здіймає» замість «знімає» тощо) у виданні: «Кобзарь Тараса Шевченка / Коштом Д. Е. Кожанчикова» (СПб., 1867 рік, стор. 233—235). Всі зазначені відступи від автографа припущені в рукописному оригіналі для складання цього видання. Того ж року за «Кобзарем» 1867 року вірш «У неділеньку у святую…» опубліковано у книжці: «Поезії Тараса Шевченка» (Львів, 1867 рік, том 2, стор. 114—116).

## Сюжет
Вірш написано на історичну тему з часу визвольної боротьби українських козаків проти польської шляхти. В основу сюжету Шевченко поклав події, яких насправді не було: обрання Г. Лободи козацьким гетьманом і його відмову від гетьманства на користь С. Наливайка.

## Художній стиль
Вірш написано в стилі народних дум, від яких поет взяв віршову форму (ритміку, риму), епічний тон розповіді, традиційні вирази. Від народних дум вірш Шевченка відрізняється більшою композиційною стрункістю, стислістю й художньою довершеністю. Як і в інших історичних поезіях Шевченка, історія тут звернена до сучасності. Своїм волелюбним пафосом вірш спрямований проти самодержавного ладу.

## Музика
Музику до твору написав К. Стеценко.